# Керацини
Керацини (грч. Κερατσίνι Keratsini) насеље је у Грчкој и једно од великих предграђа главног града Атине. Керацини припада префектури Пиреј у оквиру периферије Атика. 

## Положај
Керацини се налази западно од управних граница Атине и непосредно северно од Пиреја. Удаљеност између средишта ова два насеља је свега 5 km.

## Становништво
Кретање броја становника у општини по пописима:
| 1981.  | 1991.  | 2001.  | 2011.  |
| ------ | ------ | ------ | ------ |
| 74.179 | 71.982 | 76.102 | 77.077 |